# Melanagromyza distincta
Melanagromyza distincta är en tvåvingeart som beskrevs av Spencer 1963. Melanagromyza distincta ingår i släktet Melanagromyza och familjen minerarflugor. Inga underarter finns listade i Catalogue of Life.